# Нейлон
Нейло́н (англ. nylon) — семейство синтетических полиамидов, используемых преимущественно в производстве волокон.
Наиболее распространены два вида нейлона:
- полигексаметиленадипинамид (анид (СССР и Россия), найлон-66 (США)), часто называемый собственно нейлоном;
- поли-ε-капроамид (капрон (СССР и Россия), найлон-6 (США)).

Известны также другие виды, например:
- поли-ω-энантоамид (энант (СССР и Россия), найлон-7 (США));
- поли-ω-ундеканамид (ундекан (СССР и Россия), найлон-11 (США), рильсан (Франция, Италия))[1].

## Синтез и производство
Формула волокна из анида: [—HN(CH2)6NHOC(CH2)4CO—]n. Анид синтезируется поликонденсацией адипиновой кислоты и гексаметилендиамина. Для обеспечения стехиометрического отношения реагентов 1:1, необходимого для получения полимера с максимальной молекулярной массой, используется соль адипиновой кислоты и гексаметилендиамина (АГ-соль):

R = (CH2)4, R' = (CH2)6
Пластмассовые изделия могут изготавливаться из жёсткого нейлона — эколона, путём впрыскивания в форму жидкого нейлона под большим давлением, чем достигается бо́льшая плотность материала.

## Свойства и применение
В кристаллических участках макромолекулы нейлонов имеют конформацию плоского зигзага с образованием с соседними молекулами водородных связей между атомами кислорода карбонила и атомами водорода соседних амидных групп. Вследствие этого нейлоны обладают более высокими, по сравнению с полиэфирами и полиалкенами физико-механическими свойствами, более высокой степенью кристалличности (40—60 %) и температурами стеклования и плавления.
При повышении степени кристалличности нейлонов их прочностные характеристики улучшаются, такое повышение кристалличности происходит и при холодной вытяжке волокна на 400—600 %, происходящая при этом ориентация макромолекул в направлении вытяжки ведёт к повышению кристалличности и упрочнению волокна в 4—6 раз.
В промышленности нейлон применяется для изготовления втулок, вкладышей, плёнок и тонких покрытий. Нейлон, нанесённый на трущиеся поверхности в виде облицовки или тонкослойного покрытия на тонкие металлические втулки, вкладыши и корпуса подшипников, повышает их эксплуатационные качества. В подшипниковых узлах трения удельные давления, диапазон рабочих температур примерно такие же, как у баббита. Нейлон имеет низкий коэффициент трения и низкую температуру на трущихся поверхностях. Коэффициент трения у нейлона при работе по стали без смазки или при недостаточной смазке равен 0,17—0,20, с масляной смазкой — 0,014—0,020, с водой в качестве смазки — 0,02—0,05. Хорошие антифрикционные свойства позволяют применять нейлон в парах трения без смазки или при недостаточной смазке. Лучшим смазывающим материалом для композитов на основе нейлона являются минеральные масла, эмульсии и вода. При температурах до +150 °C на нейлон не влияют минеральные масла, консистентные смазки. Он не растворяется в большинстве органических растворителей, не поддаётся воздействию слабых растворов кислот, щелочей и солёной воды.
Из нейлона изготавливают одежду, нижнее белье, женские колготки, предметы интерьера.
Нейлоны при нагревании на воздухе подвергаются термоокислительной деструкции, ведущей к снижению прочностных характеристик: при выдерживании на воздухе при температурах +100…120 °C предел прочности на растяжение снижается в 5—10 раз. Деструкция ускоряется под воздействием ультрафиолетового излучения.
Используется также для изготовления струн некоторых музыкальных инструментов как альтернатива традиционным струнам животного происхождения: классическая гитара, калмыцкая домбра, монгольский морин хуур и некоторые другие.

## История
Синтез 66-монополимера (нейлон) впервые был проведён 28 февраля 1935 года У. Карозерсом, главным химиком исследовательской лаборатории американской компании DuPont. Широкой общественности об этом было объявлено 27 октября 1938 года.
Компания Дюпон долго искала название для своего нового продукта, рассмотрев более 400 названий.
В 1940 году Джон В. Эккельберри из компании Дюпон заявил, что буквы «nyl» были произвольными, а «-on» было взято как суффикс других волокон, таких как cotton (хлопок), rayon (вискоза).
В более поздней публикации 1978 года Дюпон пояснила, что первоначально название было задумано как «No-Run» (то есть «без затяжек»), но было изменено, поскольку продукция всё же имела затяжки. Слово было прочитано в обратном виде как «nuron», которое было заменено на «nilon». Для ясности произношения буква «i» была заменена на «y».
Существует городская легенда о том, что название произошло от слов «Нью-Йорк» и «Лондон», однако ни одна организация в Лондоне никогда не занималась исследованием и производством нейлона.